# 河演

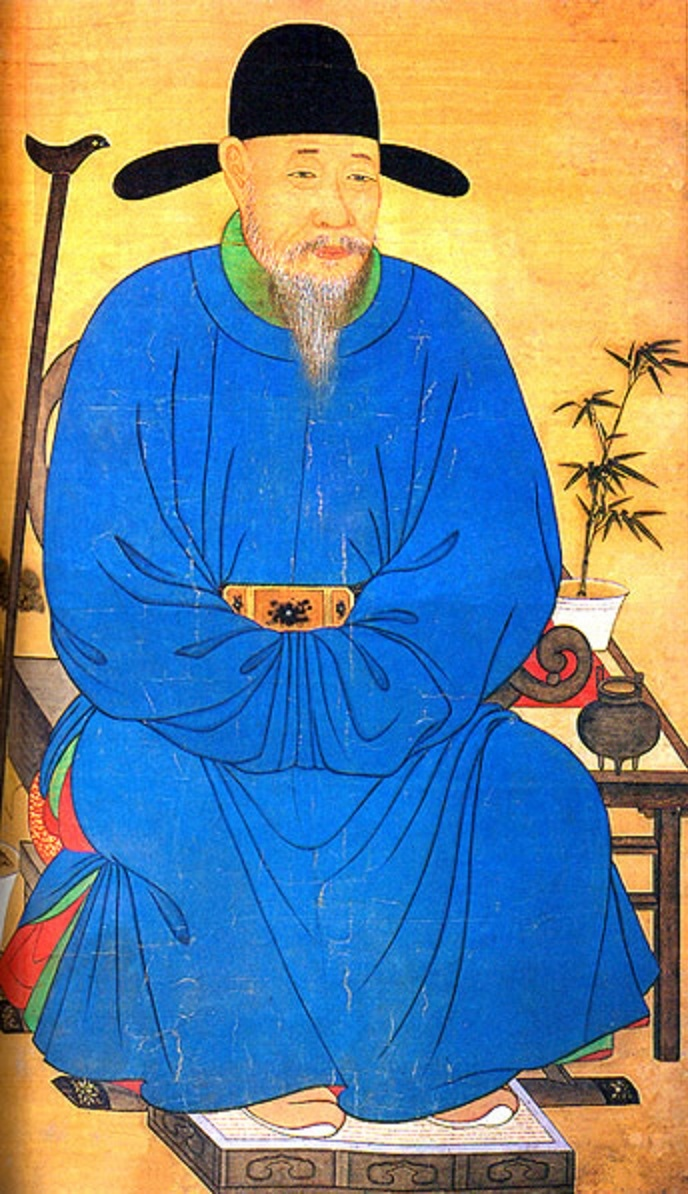
河演

河演（：／，1376年—1453年）。字淵亮。雅号敬齋、新稀翁。本贯晋陽河氏，朝鮮王朝初期政治家。朝鮮世宗時代宰相。諡号文孝。

## 生平

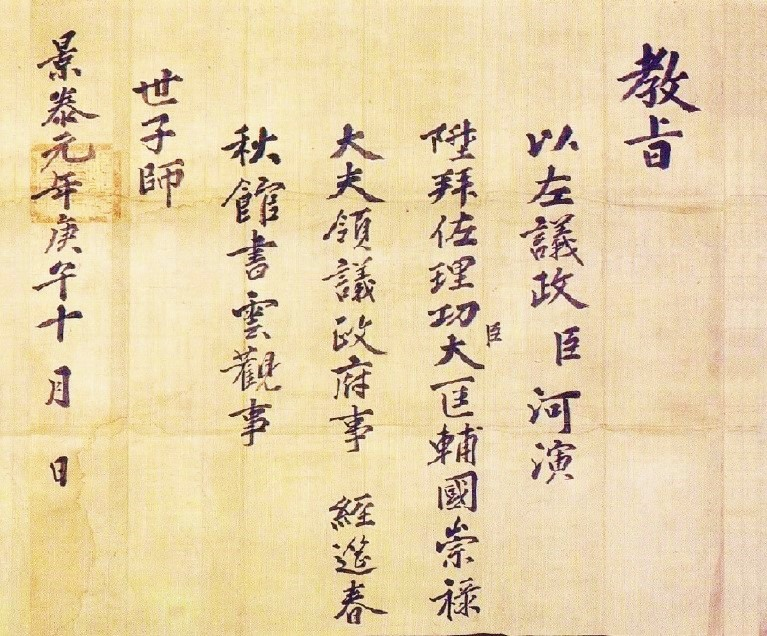
河演的領議政敕書

1396年考上了式年文科。1431年被选为大提学，之后担任过大司宪、刑曹判書、左参赞等，1445年成为左赞成，受到了许多指导。担任过右議政、左議政、領議政。在1449年朝鲜王朝进入議政府后的20年期间，一直很好地遵守着法律，被称为“升平守文”宰相，是继黃喜之后，得到最高评价的宰相。1451年(朝鮮文宗元年)文宗试图重修大慈寺时，提出反对，并辞去官职，于1453年去世。